# Kościół św. Jana Nepomucena w Wielkim Buczku
Kościół parafialny pw. św. Jana Nepomucena w Wielkim Buczku – rzymskokatolicki kościół parafialny we wsi Wielki Buczek

## Historia
Kościół powstał w 1802 r. Został ufundowany przez biskupa wrocławskiego Jana Maurycego Strachwitza. Kościół decyzją z dnia 27 grudnia 1961 r. został wpisany do Rejestru Zabytków. Kościół remontowano w latach 1954, 1967, 1979, 1987, 2001, 2002, 2003, 2004, 2005, 2006.

## Architektura i wyposażenie

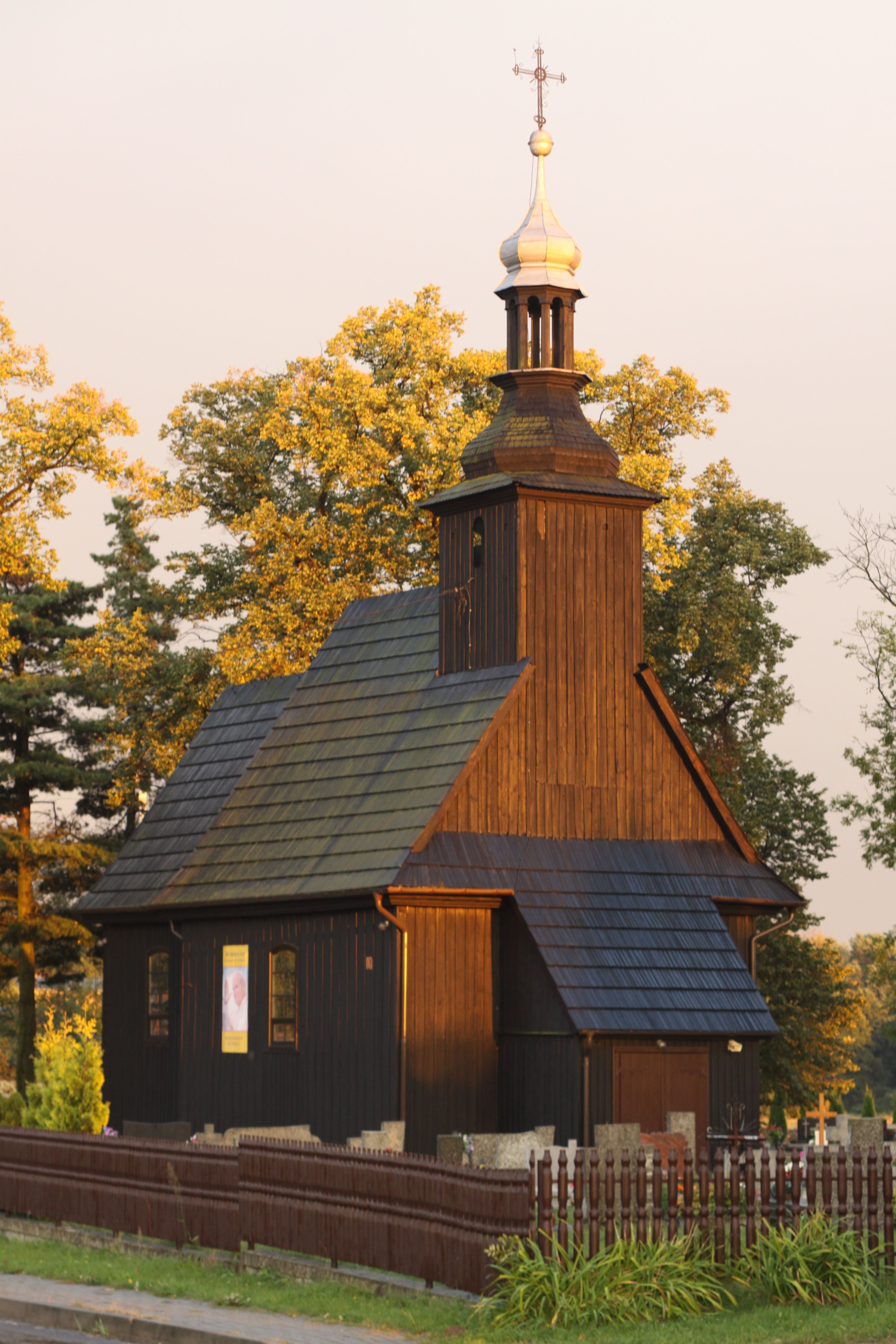
Kościół w 2012

Świątynia jest drewniana, jednonawowa, orientowana, konstrukcji zrębowej. Dach dwuspadowy, kryty gontem. Nad nawą od strony zachodniej znajduje się wieża czworoboczna konstrukcji słupowej, zwieńczona ośmiobocznym hełmem z latarnią. Prezbiterium zamknięte, wieloboczne, szersza i boczna nawa na planie zbliżonym do kwadratu. Chór muzyczny, drewniany, wsparty na profilowanych słupach. Organy zbudowane zostały przez Franciszka Majewskiego ok. 1805 r. Ich ostatni gruntowny remont wykonała firma „Nawrot i Synowie” w 2010 roku z inicjatywy księdza Sławomira Nowaka. W nawie znajdują się drzwi klepkowe z okuciami. W skład wyposażenia kościoła wchodzi: ołtarz główny z pocz. XIX w., cztery rzeźby późnobarokowe  z XIX w., rokokowa rzeźba Chrystusa Zmartwychwstałego z 2 połowy XVIII w., kielich w stylu rokoko z 4 ćw. XVIII w., neogotycka lampa wieczna z 1 ćw. XX w., dzwonki ołtarzowe z końca XIX w., tacka z XIX w., kociołek na wodę z początku XIX w., trzy świeczniki z XIX w., krucyfiks ludowy z XIX w. 